# Faith Freedom International
Faith Freedom International (FFI) é um site da Internet crítico do Islão, que se descreve a si mesmo como um movimento global de ex-muçulmanos e todos aqueles que se preocupam com a ameaça do fundamentalismo islâmico.
De acordo com o próprio site, a FFI foi fundada por um iraniano residente no Canadá, conhecido como Ali Sina. El e  promete remover o site da FFI, se se provar que está  errado em uma série de questões. A afirmação de Sina é que o Islã promove o ódio e a desunião e, portanto, representa um impedimento para a paz.
Faith Freedom International é mencionado por Richard Dawkins no Apêndice de seu livro, The God Delusion, como um dos poucos "endereços amigáveis" , para indivíduos que precisam de apoio para escapar da religião  A declaração de missão da FFI está incluída no livro de Ibn Warraq, Leaving Islam: Apostates Speak Out. De acordo com a Internet Infidels, a Faith Freedom International ecoa a voz dos dissidentes muçulmanos que buscam liberdade de fé e liberdade da fé nos países islâmicos".
De acordo com um estudo de 2002 dos professores Jonathan Zittrain e Benjamin Edelman da Universidade de Harvard, a Arábia Saudita baniu o site.

## Ameaças de morte e hacking
Devido ao conteúdo do site, Ali Sina afirma ter recebido ameaças de morte de "dois imãs na Índia", que ele alega oferecer uma recompensa de US $ 20.000 (ou 1 milhão de Rúpias) para quem o matar.  O próprio site já foi pirateado e sujeito a ataques DDOS  (Distributed Denial of Service) várias vezes desde o início do website, mais recentemente em janeiro de 2010.

## Conteúdos
O site apresenta  vários artigos escritos por pessoas notáveis, incluindo: Cherie Blair , Steven Emerson,   Fjordman ,   Robert Spencer, Geert Wilders ,  e Eric Allen Bell. 
Inclui também vários debates entre Ali Sina e muçulmanos, sendo alguns proeminentes estudiosos como Edip Yuksel e Yamin Zakaria do ICSSA (Independent Centre for Strategic Studies and Analysis (uma organização muçulmana  de pesquisa , do Canadá)
FFI contém vários livros de Anwar Shaikh: Islam and Human Rights, e Islam: The Arab Imperialism.

## WikiIslam
Em setembro de 2006, a Faith Freedom International lançou o  WikiIslam, uma wiki editada pela comunidade, coletando material crítico sobre o Islã. De acordo com a seção de perguntas freqüentes  (FAQ) no site, "a principal diferença entre o WikiIslam e a Wikipédia é que as opiniões críticas do Islã não são censuradas pelo "políticamente correcto". Devido à natureza polêmica do site, foi sujeito a vandalismo, o que levou ao aumento de medidas de segurança.

Em agosto de 2008, o site WikiIslam foi movido para um novo servidor e, desde então, opera de forma independente. Ele baseia-se inteiramente em fontes islâmicas, e não aceita fontes polémicas ( livros, artigos, comentários),  de personalidades  como por exemplo Robert Spencer ou  Ayaan Hirsi Ali, Wafa Sultan etc.